# Escombres-et-le-Chesnois
Escombres-et-le-Chesnois és un municipi francès situat al departament de les Ardenes i a la regió del Gran Est. L'any 2007 tenia 327 habitants.

## Demografia

### Població
El 2007 la població de fet d'Escombres-et-le-Chesnois era de 327 persones. Hi havia 120 famílies de les quals 20 eren unipersonals (4 homes vivint sols i 16 dones vivint soles), 40 parelles sense fills, 52 parelles amb fills i 8 famílies monoparentals amb fills.
La població ha evolucionat segons el següent gràfic:
Habitants censats

### Habitatges
El 2007 hi havia 138 habitatges, 123 eren l'habitatge principal de la família, 10 eren segones residències i 5 estaven desocupats. 136 eren cases i 2 eren apartaments. Dels 123 habitatges principals, 110 estaven ocupats pels seus propietaris, 8 estaven llogats i ocupats pels llogaters i 5 estaven cedits a títol gratuït; 5 tenien dues cambres, 14 en tenien tres, 35 en tenien quatre i 69 en tenien cinc o més. 96 habitatges disposaven pel capbaix d'una plaça de pàrquing. A 48 habitatges hi havia un automòbil i a 65 n'hi havia dos o més.

### Piràmide de població
La piràmide de població per edats i sexe el 2009 era:
| Homes | Edats   | Dones |
| ----- | ------- | ----- |
| 0     | 95 o +  | 0     |
| 0     | 90 a 94 | 0     |
| 0     | 85 a 89 | 0     |
| 0     | 80 a 84 | 0     |
| 0     | 75 a 79 | 4     |
| 8     | 70 a 74 | 8     |
| 8     | 65 a 69 | 16    |
| 12    | 60 a 64 | 8     |
| 0     | 55 a 59 | 4     |
| 0     | 50 a 54 | 0     |
| 20    | 45 a 49 | 8     |
| 16    | 40 a 44 | 16    |
| 12    | 35 a 39 | 16    |
| 8     | 30 a 34 | 8     |
| 0     | 25 a 29 | 12    |
| 16    | 20 a 24 | 8     |
| 12    | 15 a 19 | 12    |
| 16    | 10 a 14 | 12    |
| 12    | 5 a 9   | 16    |
| 8     | 0 a 4   | 4     |

## Economia
El 2007 la població en edat de treballar era de 203 persones, 147 eren actives i 56 eren inactives. De les 147 persones actives 127 estaven ocupades (76 homes i 51 dones) i 20 estaven aturades (8 homes i 12 dones). De les 56 persones inactives 7 estaven jubilades, 17 estaven estudiant i 32 estaven classificades com a «altres inactius».

### Ingressos
El 2009 a Escombres-et-le-Chesnois hi havia 130 unitats fiscals que integraven 343,5 persones, la mediana anual d'ingressos fiscals per persona era de 15.364 €.

### Activitats econòmiques
Dels 5 establiments que hi havia el 2007, 1 era d'una empresa d'informació i comunicació, 3 d'empreses de serveis i 1 d'una entitat de l'administració pública.
L'únic servei als particulars que hi havia el 2009 era un veterinari.

## Equipaments sanitaris i escolars
El 2009 hi havia una escola elemental integrada dins d'un grup escolar amb les comunes properes formant una escola dispersa.

## Poblacions més properes
El següent diagrama mostra les poblacions més properes.